# Hay River (vattendrag i Australien, Western Australia)
Hay River är ett vattendrag i Australien. Det ligger i delstaten Western Australia, omkring 360 kilometer sydost om delstatshuvudstaden Perth.
Trakten runt Hay River består till största delen av jordbruksmark. Runt Hay River är det mycket glesbefolkat, med 3 invånare per kvadratkilometer. Genomsnittlig årsnederbörd är 1 017 millimeter. Den regnigaste månaden är juni, med i genomsnitt 147 mm nederbörd, och den torraste är februari, med 22 mm nederbörd.